# Epidemic Sound
Epidemic Sound es una empresa global de tecnología musical con sede en Estocolmo, Suecia.
La empresa fue fundada en 2009 por Peer Åström, David Stenmarck, Oscar Höglund, Hjalmar Winbladh y Jan Zachrisson.
Epidemic Sound ofrece una biblioteca de más de 40 000 pistas y 90 000 efectos de sonido que vienen con todos los derechos necesarios incluidos. La empresa proporciona a los creadores, desde individuos en YouTube hasta corporaciones multinacionales, música y efectos de sonido libres de derechos para sus videos y contenido. Todas las pistas de Epidemic Sound vienen en stems, lo que permite a los usuarios eliminar ciertas capas de una pista, como la batería, el bajo o la melodía, y encontrar su propio sonido único sin tener que pagar por música personalizada. La música de Epidemic Sound también se reproduce en espacios públicos como restaurantes, hoteles, centros comerciales y aparcamientos. Todas las pistas de Epidemic Sound son producidas por una lista de creadores de música a quienes se les paga por adelantado por cada pista y la mitad de los ingresos de transmisión de la pista.
Epidemic Sound se ha asociado con muchas marcas importantes, como Adobe, Getty Images, iStock, Pinterest y Canva. La compañía ha recaudado un total de más de 500 millones de dólares en financiación durante 5 rondas. Su última ronda de capital recaudó $ 450M de Blackstone Group y EQT Growth, que valora Epidemic Sound en $ 1.4 mil millones. Tanto Sveriges Television como TV4 (Suecia) compran música de Epidemic Sound y creen que la compensación es razonable. A pesar de que perjudica a los músicos, lo hace solo en ciertos campos como lo es la composición de jingles de manera artesanal.